# María Eugenia Silva
María Eugenia Silva Fuentes (Santiago, 27 de noviembre de 1929-Vitacura, 20 de marzo de 2002) fue una cantante y folclorista chilena.
Fue conocida por ser la vocalista del grupo Los de Ramón, donde fue dupla con su esposo, Raúl de Ramón, y luego incluyó a sus dos hijos, Carlos Alberto de Ramón y Raúl Eduardo de Ramón.

## Primeros años de vida
Provenía de una tradicional familia acomodada y terrateniente de la zona de Colchagua.
Desde muy pequeña estudió canto lírico y piano clásico, pero la ópera italiana siempre estuvo desplazada por aquella infinita fuente de música campesina que la rodeaba, así como también por la zarzuela. Aprendió a tocar la guitarra criolla y la cuncuna (acordeón de botones) y con esas armas se orientó definitivamente hacia la música folclórica.
En 1970 la familia De Ramón-Silva fundó un restaurante llamado El Alero de Los de Ramón, situado en la comuna de Las Condes, donde se centraron en espectáculos tradicionales y folclore. Sin embargo, en 1984 María Eugenia Silva decidió cerrar el restaurante meses después del fallecimiento de su esposo.
El 20 de marzo de 2002 murió en su hogar, víctima de un infarto; al día siguiente, sus restos fueron velados en la parroquia María Inmaculada Concepción, en Vitacura.

## Discografía
Sello Odeón:
78 RPM:
- 87-046: «La barquilla» (vals) - «La torre de tu amor» (tonada)
- 87-047: «La golondrina» (vals) - «A cantar a una niña» (mazurka)

Sello RCA Víctor:
Long Plays 33 1/3 RPM:
- 1960 – Los de Ramón
- 1961 – Fiesta venezolana
- 1962 – Arreo en el viento
- 1963 – Nostalgia colchagüina
- 1964 – Una imagen de Chile
- 1965 – Misa chilena
- 1966 – Paisaje humano de Chile
- 1966 – Panorama folklórico latinoamericano II
- 1967 – Los de Ramón en familia
- 1968 – El arca de Los de Ramón
- 1969 – Los de Ramón en América
- 1968 – Viento en el Tamarugal
- 1979 – Lo mejor de Los de Ramón